# Drac Farfolla de la Sagrada Família
El Drac Farfolla, també conegut per Drac de la Sagrada Família, és una figura d'aspecte feréstec i feta per a un sol portador, que queda tapat per uns faldons de color morat. És propietat de l'Associació de Veïns de la Sagrada Família, que gestiona més peces d'imatgeria festiva i popular del barri.
La iniciativa de construir en Farfolla fou de la colla gegantera de la Sagrada Família, que en aquell moment pertanyia a l'associació de veïns. Volien una bèstia que s'identifiqués amb el barri i que pogués participar en els espectacles de foc. L'encarregaren a l'imatger Jordi Grau, del Taller el Drac Petit de Terrassa, que per fer-lo s'inspirà en un drac trobat al soterrani de la Sagrada Família, en un dels magatzems d'Antoni Gaudí, per bé que no és clar que l'hagués dissenyat el mestre. La peça original és un aplic de ferro que es col·locava a la paret i que subjectava un llum amb la llengua.
El drac Farfolla fou batejat el 25 d'abril de 1998, durant la festa major del barri, i l'apadrinaren els diables de la Satànica de Sant Andreu, els dimonis del grup de teatre del Foment Martinenc, en Tolc del Clot, el drac de Sant Josep de Calassanç, la Porca de Sant Antoni i la Víbria de Barcelona.
El Drac de la Sagrada Família té ball propi, que es presentà el 2008 davant les portes del temple gaudinià amb motiu del desè aniversari de la bèstia. El trobem sobretot en correfocs i espectacles pirotècnics del barri i de tota la ciutat, llançant foc per tot de punts repartits pel cos, sovint acompanyat pel ritme dels tabalers Trastokats, de les Fures de Can Baró.